# Aleš Valenta
Aleš Valenta, född den 6 februari 1973 i Šumperk, Tjeckien, är en tjeckisk freestyleåkare.
Han tog OS-guld i herrarnas hopp i samband med de olympiska freestyletävlingarna 2002 i Salt Lake City.